# تاريخ سويسرا المعاصر
يتناول هذا المقال تاريخ سويسرا منذ عام 1848. 

## تأسيس الدولة الفيدرالية
مُرِر دستور سويسرا الفيدرالية في 12 سبمتمبر من عام 1848، وذلك بعد حرب أهلية سويسرية دامت لمدة 27 يومًا، سُميت باسم «حرب سوندرباند». تأثر هذا الدستور إلى حدٍ كبير بدستور الولايات المتحدة الأمريكية وبأفكار الثورة الفرنسية. أسس هذا الدستور الاتحاد السويسري، المحكوم من قبل مجلس اتحادي قوي نسبيًا، بدلًا من نموذج الكونفدرالية المكون من كانتونات مستقلة مرتبطة بمعاهدات.

## التصنيع والنمو الاقتصادي (1848–1914)
طوِّرت شبكة السكك الحديد السويسرية خلال الفترة الممتدة من 1847 إلى 1914. افتتحت شركة سكة الحديد السويسرية الشمالية أول خط لسكك الحديد على الأراضي السويسرية في عام 1847، الذي يربط بين مدينتي زيورخ وبادن. اكتمل نفق غوتهارد للسكك الحديدية في عام 1881.
تعود أصول صناعة الساعات السويسرية إلى القرن الثامن عشر، لكنها ازدهرت خلال القرن التاسع عشر، محولةً قرية لا شو دو فون إلى مركز صناعي. ساهم النمو الحضري السريع في توسيع مدينة زيورخ، إذ أُضيفت الضاحية الصناعية الخاصة بها، التي تُعرف باسم منطقة أوسيرسيل، إلى مجلسها البلدي في عام 1891.
انبثقت الصناعة المصرفية بصفتها عاملًا مؤثرًا على الاقتصاد السويسري تزامن مع تأسيس بنك الاتحاد السويسري في عام 1862 وبنك سويسرا في عام 1872.
أرسى العصر الذهبي لتسلق جبال الألب في خمسينيات وستينيات القرن التاسع عشر الأساس للصناعة السياحية في سويسرا.

## الحربان العالميتان (1914–1945)
حافظت سويسرا على موقف الحياد المسلح خلال الحربين العالميتين الأولى والثانية، ولم تتورط عسكريًا بهما فيما عدا بعض المناوشات العسكرية البسيطة. استحوذت سويسرا على اهتمام الأطراف المتحاربة، وذلك بسبب موقفها المحايد الذي يجعل منها ساحةً مناسبةً لممارسة النشاطات الدبلوماسية والتجسسية والتجارية إضافةً إلى كونها ملاذًا آمنًا للاجئين.
خلال الحرب العالمية الأولى، وقعت سويسرا بين دول المركز من الشمال والشرق، وبين دول الوفاق الثلاثي من الجنوب والغرب. خلال الحرب العالمية الثانية، كانت سويسرا محاطةً كليًا من قبل دول المحور للفترة من عام 1940 إلى عام 1944.

## من عام 1945 إلى وقتنا الحاضر

### الحكومة
من عام 1959، تشكل المجلس الفيدرالي المنتخب من قبل البرلمان من أعضاء من الأحزاب الأربعة الكبرى وهم الحزب الليبرالي الديمقراطي الحر والحزب الكاثوليكي الديمقراطي المسيحي والحزب الاشتراكي الديمقراطي اليساري وحزب الشعب اليميني، مُشكلين نظامًا يخلو من معارضة برلمانية ملموسة، عاكسًا المكانة القوية للمعارضة في الديمقراطية المباشرة.